# Економска школа Бања Лука
Економска школа Бања Лука сматра се једном од најстаријих установа овог типа истоименог града у Републици Српској.

## О школи
Према монографији, ова школа представља једну од најстаријих на територији Бање Луке. Настала је је крајем XIX века од некадашње тровачке школе, да би двадесетих година наредног столећа накратко престала са радом. Након тога је прерасла у Трговачку академију. Све до почетка Другог светског рата, у Босни и Херцеговини су постојале свега три школе ове врсте. У згради где се данас налази, школа је лоцирана 1951. године, а 1964. проширена је са још девет учионица. Школа укупно поседује 17 учионица, 6 кабинета, фискултурну салу, библиотеку, амфитеатар, малу салу за пројекције, административни блок и ново савремено игралиште са рефлекторима за ноћно коришћење.

## Образовни профили
У оквиру школе одржава се настава на три четворогодишња образовна профила, и то:
- Економски техничар
- Пословно-правни техничар
- Банкарски техничар